# Римски бројеви
Нумерички систем представљен римским бројевима потиче из античког Рима и задржао се као уобичајен начин писања бројева широм Европе све до касног средњег века. Бројеви у овом систему су представљени комбинацијама слова из латинског алфабета. Римски бројеви, који су данас у употреби, користе седам симбола, сваки са фиксном целобројном вредношћу.
Римски систем бројева има 7 цифара:
- I или i - Цифра за број 1
- V или v - Цифра за број 5
- X или x - Цифра за број 10
- L или l - Цифра за број 50
- C или c - Цифра за број 100
- D или d - Цифра за број 500
- M или m - Цифра за број 1000

Правила изградње бројева су:
1. Симбол који следи иза симбола веће или једнаке вредности, додаје се на ту вредност. (нпр. II = 2, XI = 11, DV = 505)
2. Ако је симбол веће вредности иза симбола мање вредности, од веће вредности се одузима вредност симбола мање вредности. Симбол I може да се појави испред свих осталих симбола ( БРИСАТИ :"једино испред L или C"), а C може да се појави једино испред D или M. (нпр. IV = 4, IX = 9, XL = 40)
3. Када симбол стоји између два симбола веће вредности, његова вредност се одузима од вредности другог и додаје вредности првог симбола. (нпр. XIV = 10+(5-1) = 14, CIX = 100+(10-1) = 109, DXL = 500+(50-10) = 540)
4. У случају да постоје два начина за представљање броја, бира се (има предност) онај код којег се симбол веће вредности појављује први у запису. (нпр. 14 се представља као XIV, а не као VIX)

Примери:
10 = X, 14 = XIV, 50 = L, 200 = CC, 400 = CD, 500 = D, 600 = DC, 999 = CMXCIX, 1000 = M, 1950 = MCML, 1960 = MCMLX, 1970 = MCMLXX, 1980 = MCMLXXX, 1990 = MCMXC, 1995 = MCMXCV, 1999 = MCMXCIX, 2000 = MM, 2001 = MMI, 2011 = MMXI, 2012 = MMXII, ...
Једно место које се често виђају је на бројчаницима сатова. На пример, на сату Биг Бен (дизајниран 1852. године), сати од 1 до 12 су написани као:
Ознаке IV и IX могу се читати као „један мањи од пет“ (4) и „један мањи од десет“ (9), иако постоји традиција која фаворизује представљање „4“ као „IIII“ на сатовима са римским бројевима.
Друге уобичајене употребе укључују бројеве година на споменицима и зградама и датуме ауторских права на насловним екранима филмова и телевизијских програма. MCM, што значи „хиљаду, а сто мање од друге хиљаде”, значи 1900, те је 1912 написана као MCMXII. За године текућег 21. века MM означава 2000. Текућа година је MMXXV (2025).

## Опис
Римски бројеви користе различите симболе за сваки степен десетице и ниједан симбол нуле, за разлику од позиционе нотације арапских бројева (у којима нуле које чувају место омогућавају да иста цифра представља различите степене десетице).
Ово омогућава одређену флексибилност у нотацији, и никада није постојао званични или универзално прихваћен стандард за римске бројеве. Употреба је веома варирала у старом Риму и постала је потпуно хаотична у средњем веку. Чак ни постренесансна рестаурација углавном „класичне“ нотације није успела да произведе потпуну конзистентност: неки модерни писци чак бране варијанте облика као оне које нуде побољшану „флексибилност“. С друге стране, посебно када се римски број сматра правно обавезујућим изразом броја, као у америчком закону о ауторским правима (где „нетачан“ или двосмислен број може да поништи тужбу о ауторским правима или утиче на датум престанка периода ауторских права) пожељно је стриктно пратити уобичајени стил описан у наставку.

### Стандардна форма
Следећа табела приказује како се обично пишу римски бројеви:

|   | Хиљаде | Стотине | Десетине | Јединице |
| - | ------ | ------- | -------- | -------- |
| 1 | M      | C       | X        | I        |
| 2 | MM     | CC      | XX       | II       |
| 3 | MMM    | CCC     | XXX      | III      |
| 4 |        | CD      | XL       | IV       |
| 5 |        | D       | L        | V        |
| 6 |        | DC      | LX       | VI       |
| 7 |        | DCC     | LXX      | VII      |
| 8 |        | DCCC    | LXXX     | VIII     |
| 9 |        | CM      | XC       | IX       |

Бројеви за 4 (IV) и 9 (IX) су написани коришћењем „субтрактивне нотације“, где се мањи симбол (I) одузима од већег (V, или X), чиме се избегавају неспретнији IIII и VIIII. Субтрактиван запис се такође користи за 40 (XL), 90 (XC), 400 (CD) и 900 (CM). Ово су једини субтрактивни облици у стандардној употреби.
Број који садржи две или више децималних цифара се гради додавањем еквивалентног римског броја за сваку, од највеће до најмање, као у следећим примерима:
- 39 = XXX + IX = XXXIX.
- 246 = CC + XL + VI = CCXLVI.
- 789 = DCC + LXXX + IX = DCCLXXXIX.
- 2,421 = MM + CD + XX + I = MMCDXXI.

Свако место које недостаје (представљено нулом у позиционом еквиваленту) је изостављено, као у латинском (и енглеском) говору:
- 160 = C + LX = CLX
- 207 = CC + VII = CCVII
- 1,009 = M + IX = MIX
- 1,066 = M + LX + VI = MLXVI[9][10]

Највећи број који се може представити на овај начин је 3.999 (MMMCMXCIX), али то је довољно за вредности за које се данас уобичајено користе римски бројеви, као што су бројеви година:
- 1776 = M + DCC + LXX + VI = MDCCLXXVI (датум написан на књизи коју држи Кип слободе).
- 1918 = M + CM + X + VIII = MCMXVIII (прва година пандемије шпанског грипа)
- 1944 = M + CM + XL + IV = MCMXLIV (погрешно обавештење о ауторским правима за филм из 1954. године Кад сам последњи пут видео Париз)[5]
- 2025 = MMXXV (ове године)[б]

Пре увођења арапских бројева на Западу, антички и средњовековни корисници римских бројева користили су различита средства за писање већих бројева.

## Основни бројеви
Основни бројеви су у латинском језику непроменљиве речи, осим бројева: један (unus, -a, um), два (duo, duae, duo), три (tres, tria), стотине (ducenti, -ae, -a до nongenti, -ae, -a), хиљаде (milia). Број не утиче на падеж именице уз коју стоји. Ако је број непроменљив, уз њега стоји именица у истом падежу у ком би стајала до тог броја, нпр.:
Decem aves vidisti (Видео/ла сам десет птица.)
Овде уочите разлику између латинског и српског језика - у српском језику уз непроменљиви број именица стоји у генитиву.

## Мењање бројева кроз падеже
| Арапски бројеви (знак) | Римски бројеви (знак) | Основни бројеви       | Редни бројеви              |
| ---------------------- | --------------------- | --------------------- | -------------------------- |
| 1                      | I                     | unus, -a, um          | primus, -a, -um            |
| 2                      | II                    | duo, duae, duo        | secundus, -a, -um          |
| 3                      | III                   | tres, tria            | tertius, -a, -um           |
| 4                      | IV                    | quattuor              | quartus, -a, -um           |
| 5                      | V                     | quinque               | quintus, -a, -um           |
| 6                      | VI                    | sex                   | sextus, -a, -um            |
| 7                      | VII                   | septem                | septimus, -a, -um          |
| 8                      | VIII                  | octo                  | octavus, -a, -um           |
| 9                      | IX                    | novem                 | nonus, -a, -um             |
| 10                     | X                     | decem                 | decimus, -a, -um           |
| 11                     | XI                    | unidecim              | undecimus, -a, -um         |
| 12                     | XII                   | duodecim              | duodecimus, -a, -um        |
| 13                     | XIII                  | tredecim              | tertius decimus, -a, -um   |
| 14                     | XIV                   | quattuordecim         | quartus decimus, -a, -um   |
| 15                     | XV                    | quindecim             | quintus decimus, -a, -um   |
| 16                     | XVI                   | sedecim               | sextus decimus, -a, -um    |
| 17                     | XVII                  | septendecim           | septumus decimus, -a, -um  |
| 18                     | XVIII                 | duodeviginti          | duodevicesimus, -a, -um    |
| 19                     | XIX                   | undeviginti           | undevicesimus, -a, -um     |
| 20                     | XX                    | viginti               | vicesimus, -a, -um         |
| 30                     | XXX                   | triginta              | tricesimus, -a, -um        |
| 40                     | XL                    | quadraginta           | quadragesimus, -a, -um     |
| 50                     | L                     | quinquaginta          | quinquagesimus, -a, -um    |
| 60                     | LX                    | sexaginta             | sexagesimus, -a, -um       |
| 70                     | LXX                   | septuaginta           | septuagesimus, -a, -um     |
| 80                     | LXXX                  | ostoginta             | octogesimus, -a, -um       |
| 90                     | XC                    | nonaginta             | nonagesimus, -a, -um       |
| 100                    | C                     | centum                | centesimus, -a, -um        |
| 200                    | CC                    | ducenti, -ae, -a      | ducentesimus, -a, -um      |
| 300                    | CCC                   | trecenti, -ae, -a     | trecentesimus, -a, -um     |
| 400                    | CD                    | quadringenti, -ae, -a | quadringentesimus, -a, -um |
| 500                    | D                     | quingenti, -ae, -a    | quingentesimus, -a, -um    |
| 600                    | DC                    | sescenti, -ae, -a     | sescentesimus, -a, -um     |
| 700                    | DCC                   | septingenti, -ae, -a  | septingentesimus, -a, -um  |
| 800                    | DCCC                  | octingenti, -ae, -a   | octingentesimus, -a, -um   |
| 900                    | CM                    | nongenti, -ae, -a     | nongentesimus, -a, -um     |
| 1000                   | M                     | mille                 | millesimus, -a, -um        |
| 2000                   | MM                    | duo milia             | duo millesimus, -a, -um    |

| Падеж у коме постоји број | мушки род (m.) | женски род (f.) | средњи род (n.) |
| ------------------------- | -------------- | --------------- | --------------- |
| Номинатив                 | unus           | una             | unum            |
| Генитив                   | unius          | unius           | unibus          |
| Датив                     | uni            | uni             | uni             |
| Акузатив                  | unum           | unam            | unum            |
| Аблатив                   | uno            | una             | uno             |
|                           |                |                 |                 |
| Номинатив                 | duo            | duae            | duo             |
| Генитив                   | duorum         | duarum          | duorum          |
| Датив                     | duobus         | duabus          | duobus          |
| Акузатив                  | duo(s)         | duas            | duo             |
| Аблатив                   | duobus         | duabus          | duobus          |
|                           |                |                 |                 |
| Номинатив                 | tres           | tres            | tria            |
| Генитив                   | trium          | trium           | trium           |
| Датив                     | tribus         | tribus          | tribus          |
| Акузатив                  | tres           | tres            | tria            |
| Аблатив                   | tribus         | tribus          | tribus          |

Променљиви број са именицом уз коју стоји слаже се у роду, броју и падежу тј. понаша се као придев, нпр.:
Duas aves vidisti. (Видео/ла си две птице).
| Падеж у коме постоји број | мушки род (m.) |
| ------------------------- | -------------- |
| Номинатив                 | milia          |
| Генитив                   | millium        |
| Датив                     | milibus        |
| Акузатив                  | milia          |
| Аблатив                   | milibus        |

Milia подразумева две или више хиљада. Уз овај број, за разлику од осталих латинских бројева, именица стоји у генитиву, као и у српском језику.
На пример: Duo milia avium vidisti. (Видео/ла си две хиљаде птица).
Редни бројеви мењају се као придеви прве и друге деклинације. Помоћу њих одређују се сати, нпр., Quota hora est? Колико је сати? (Који је сат?) Septima. Седам. (Седми) и године, нпр. anno septingentesimo tertio (ab Urbe condita) - седамсто треће године (од оснивања Рима).